# Чан Ван Кхе
Чан Ван Кхе (вьет. Trần Văn Khê; 24 июля 1921, Тьензянг, Французский Индокитай, ныне Вьетнам — 24 июня 2015, Хошимин, Вьетнам) — вьетнамский музыковед и исполнитель на национальных инструментах.

## Биография
В 1941—1944 годах учился на медицинском факультета Ханойского университета. С 1952 года жил во Франции. В 1952—1958 годах учился в Институте музыковедения при Сорбонне, здесь же защитил диссертацию. Параллельно учился в парижском Институте политических исследований. С 1959 года читал курс лекций по музыке стран Азии в Центре по изучению восточной музыки в Сорбонне; с 1965 — директор центра. Работал в Национальном центре научных исследований; с 1972 — его руководитель. В 1960 году становится членом Международного музыкального совета ЮНЕСКО, а спустя время — вице-президентом Научного совета при Институте сравнительного музыкознания и документации в Берлине. С 1968 года преподаёт музыкальную этнологию в Сорбонне. Один из крупных исследователей музыки Дальнего Востока и Юго-Восточной Азии. Опубликовал ряд работ, посвящённых истории и теории музыки стран Востока; автор статей для французских музыкальных энциклопедии о вьетнамских музыкальных инструментах. Выступал с исполнением на национальных музыкальных инструментах даннгует, данни, данчань.

## Сочинения
- Traditional cultures in South-East Asia. — Bombey, 1958.
- Place de la musique dans les classes populaires au Viét-Nam, Bulletin de la Société des Etudes indochinoises, nouvelle ser., t. 39, 1959.
- Les instruments de musique révélies par des fouilles archeologiques au Viét-Nam, «Arts Asiatiques», 1960, v. 7, p. 141-52
- L'état d’вme de l’exécutant de la musique orientale, «The world of music», 1960, v. 2
- Aspects de la cantillation: techniques du Viét-Nam, «Revue de musicologie», 1961, v. 47
- Problems of the Far Eastern musical traditional today, «France-Asie», 1961, v. 17, No 168
- La musique vietnamienne traditionnelle. — Paris, 1962 (Annales du Musée Guimet, t. 66)
- Principes de base dans les musiques de l’Extréme-Orient, «France-Asie», 1962, v. 18, No 174
- Les échelles réguliéres du cycle des quintes et leurs déformations occasionnelles // La résonance dans les Echelles musicales. — Paris, 1963.
- Le public de concert en Orient devant les changements d’ordre sociologique, «World of music», 1963, v. 5
- Le théвtre musical de tradition chinoise // Zeitgenössisches Musiktheater. — Hamburg, 1966.
- La musique traditionnelle en Extréme Orient. — Paris, 1964.
- Viét Nam. — Paris, 1967. (Les traditions musicales)
- La musique dans la société viétnamienne actuelle, «La musique dans la vie», v. 2. — Paris, 1969.
- The music of cham people. — New York, 1971.
- Means of preservation and diffusion of traditional music in Viétnam, «Asian music», 1972, v. 3, No 1.
- La musique viétnamienne au XIX siécle // Musikkulturen Asien, Afrikas und Ozeaniens im 19. Jahrhundert. — Regensburg, 1973.
- L’acculturation dans les traditions musicales de l’Asia, «International review of aesthetics and sociology of music», 1974, v. 5
- Un exemple d’enquкte et de recherche d’ethnomusicologie en Republique Démocratique du Viét-Nam, «The World of music», 1976, v. 18, No 3
- Is the pentatonic universal?, «The World of music», 1977, v. 19, No 1/2
- Situation de la musique en Republique Socialistique du Viét-Nam, «Acta musicologica», 1977, v. 40, fasc. 1
- The Traditional musical performers and creativity in the countries of Asia, «The world of music», 1979, v. 21, No 2.

## Награды
- 1991 — офицер Ордена Искусств и литературы